# Apocryptodon madurensis
Apocryptodon madurensis är en fiskart som först beskrevs av Bleeker, 1849.  Apocryptodon madurensis ingår i släktet Apocryptodon och familjen smörbultsfiskar. Inga underarter finns listade i Catalogue of Life.